# Ansigtet bag Ruden
Ansigtet bag Ruden er en stumfilm instrueret af ubekendt.